# Eugen Moldovan
Eugen Moldovan (né le 5 novembre 1961 à Brașov en Roumanie) est un footballeur roumain devenu par la suite entraîneur.

## Palmarès d'entraîneur
- Vice-champion du Liban en 2001 avec le Club Sagesse
- Finaliste de la Coupe d'Oman en 2003 avec l'Al-Seeb
- Finaliste de la Supercoupe d'Oman en 2004 avec l'Al-Seeb
- Finaliste de la Coupe du Maroc en 2006 avec l'Hassania d'Agadir